# Теплухинская
Теплухинская — деревня в Вельском районе Архангельской области. Входит в состав муниципального образования «Верхнеустькулойское».

## География
Деревня расположена в южной части Архангельской области, в таёжной зоне, в пределах северной части Русской равнины, в 21 километрах на юг от города Вельска, на правом берегу реки Ваги. Ближайшие населённые пункты: на севере деревня Лыткинская, на западе, на противоположенном берегу реки деревни Матюшинская и Савинская
Часовой пояс
Теплухинская, как и вся Архангельская область, находится в часовой зоне МСК (московское время). Смещение применяемого времени относительно UTC составляет +3:00.

## Население
| 2002 | 2010 | 2012 | 2014 |
| ---- | ---- | ---- | ---- |
| 3    | ↘0   | →0   | ↗1   |

## История
Указана в «Списке населённых мест по сведениям 1859 года» в составе Вельского уезда(2-го стана) Вологодской губернии под номером «2577» как «Теплухинская». Насчитывала 9 дворов, 32 жителя мужского пола и 30 женского.
В материалах оценочно-статистического исследования земель Вельского уезда упомянуто, что в 1900 году в административном отношении деревня входила в состав Усть-Кулойского сельского общества Устьвельской волости. На момент переписи в селении Теплушинское находилось 20 хозяйств, в которых проживало 55 жителей мужского пола и 56 женского.